# Баден (историческа област)
Вижте пояснителната страница за други значения на Баден.
Баден (на немски: Baden) е историческа област в Югозападна Германия. Династия със същото име, клон на династията Церинги възниква през 1112 г. и управлява до 1918 г. Сред политическите и държавни формации имащи пряко отношение към историята на Баден са: маркграфствата Баден, Баден-Дурлах и Баден-Баден, великото херцогство Баден (1806 – 1918) и „свободната държава“ Баден (1919 – 1951). От 1952 г. Баден е част от федералната провинция Баден-Вюртемберг.